# Bảo Linh
Bảo Linh là một xã thuộc huyện Định Hóa, tỉnh Thái Nguyên, Việt Nam.

## Địa lý
Xã Bảo Linh nằm ở phía tây huyện Định Hóa, có vị trí địa lý:
- Phía đông giáp các xã Định Biên, Đồng Thịnh và Phúc Chu
- Phía tây giáp tỉnh Tuyên Quang
- Phía nam giáp xã Thanh Định
- Phía bắc giáp tỉnh Bắc Kạn và xã Quy Kỳ.

Xã Bảo Linh có diện tích 28,68 km², dân số năm 1999 là 2.112 người, mật độ dân số đạt 74 người/km².
Một con suối phụ lưu của sông Chợ Chu bắt nguồn từ xã Bảo Linh.

## Lịch sử
Sau năm 1975, Bảo Linh là một xã thuộc huyện Định Hóa.
Đến năm 2019, xã Bảo Linh được chia thành 11 xóm: Khuổi Chao, Bản Pù, Bản Thoi, Lải Tràn, A Nhì 1, A Nhì 2, Đèo Muồng, Bảo Hoa 1, Bảo Hoa 2, Bảo Biên 1, Bảo Biên 2.
Ngày 11 tháng 12 năm 2019, sáp nhập ba xóm Bảo Hoa 2, Bảo Biên 1, Bảo Biên 2 thành xóm Bảo Biên, sáp nhập hai xóm Bảo Hoa 1 và Đèo Muồng thành xóm Hoa Muồng, sáp nhập ba xóm A Nhì 1, A Nhì 2, Lải Tràn thành xóm Quế Linh, sáp nhập hai xóm Bản Thoi và Bản Pù thành xóm Liên Minh.

## Hành chính
Xã Bảo Linh được chia thành 5 xóm: Bảo Biên, Khuổi Chao, Hoa Muồng, Liên Minh, Quế Linh.

## Kinh tế - xã hội
Trên địa bàn xã có hồ Bảo Linh có xây dựng từ năm 1992 và là hồ thủy lợi lớn nhất huyện Định Hóa, có diện tích lưu vực khá lớn 21 km², đập chính dài 135m, cao 25,3m, diện tích mặt nước là 81,6 ha, chiều dài nhất là 4.800m, rộng nhất là 1.800m và sâu bình quân là 17,8m có khả năng điều tiết nước tưới cho 740 ha lúa hai vụ của các xã vùng hạ lưu là Định Biên, Đồng Thịnh, Trung Hội, Trung Lương, Bình Yên, Bảo Cường.
Từ năm 2007, toàn bộ hơn 600 ha rừng quanh khu vực lòng hồ đã được quy hoạch thành rừng sản xuất, trong đó hơn 50 ha đã được giao cho các hộ dân quản lý.

## Di tích
Đèo Muồng nằm trên tuyến đường từ xã Bảo Linh (một trong những địa điểm di chuyển của Tổng Tư lệnh Võ Nguyên Giáp) sang xã Hùng Lợi, Yên Sơn, Tuyên Quang. Trên địa bàn xã cũng có di tích lịch sử tại xóm Bảo Biên, từng là nơi ở và làm việc của Đại tướng Võ Nguyên Giáp và cơ quan Bộ Tổng Tư lệnh Quân đội Nhân dân Việt Nam trong kháng chiến chống thực dân Pháp, giai đoạn 1949-1954